# Заеми на Нишихара
Заемите на Нишихара (на японски: 西原借款, Нишихара Шаккан) са наричани няколко заема от страна на японското правителство по времето на министър-председателя Тераучи Масатаке към военния диктатор Дуан Цижуй от Анхуейската клика.
Те са отпускани в периода 1917 – 1918 г. с цел да се прокарват японски интереси в Китай.
През януари 1917 г. гминистър-председателят Тераучи Масатаке изпраща търговец на име Нишихара Камезо (1873 – 1954) да преговаря за 8 заема на обща стойност 145 милиона йени с отцепилия се от Бейанската армия военен диктатор Дуан Цижуй. Нишихара се ползва с подкрепата на министъра на финансите Шода Казуе, който е бивш президент на Корейската банка (централната банка на Корея под японско управление). На пръв поглед става дума за заеми от частни банки под формата на инвестиции за развитието на Китай, но всъщност техен поръчител е японското правителство, което цели да подпомогне диктатора Дуан Цижуй, който се стреми да установи контрол над северната част на Китай и впоследствие да се придвижи на юг.
Дуан се съгласява да преговаря за заемите, защото се нуждае от пари, за да подсили военните си сили под претекст, че ще ги подготви за влизането на Китай в Първата световна война. Тъй като финансовото състояние на Китай е влошено, а западните държави не могат да отпуснат средства заради военните си разходи в Европа, Дуан тайно договаря първия заем с Япония на 29 септември 1917 г. В замяна на това, той разрешава японски войски да бъдат разположени в провинция Шандун (по това време част от провинцията и главният и град Циндао е германска концесия), както и права за строежа на две нови железопътни линии. Дуан наема и японски офицери за обучение на армията си.
След като сделката му с японците е разкрита, заедно с тайното споразумение между Съглашението и Япония за предаване на германските концесии в Шандун на Япония, вместо на Китай се надига вълна на недоволство у китайското население. Още повече, че някои от концесиите, направени от Дуан, са много сходни с пета точка от Двадесетте и едно искания, които биват отхвърлени по-рано (обучението на китайски военни от японски съветници и строежа на железопътни линии под японски контрол). В Пекин и останалата част на страната всеобщото недоволство прераства в Движението „Четвърти май“ от 1919 г.